# نوسان‌ساز رویر
نوسان‌ساز رویر یک نوسان‌ساز آرامشی الکترونیکی است که از یک ترانسفورماتور با هسته اشباع استفاده می‌کند. در سال ۱۹۵۴ توسط جورج اچ رویر اختراع و ثبت شد. این دارای مزیت‌های سادگی، تعداد اجزای کم، شکل‌موج‌های مستطیلی و جداسازی آسان ترانسفورماتور است. با استفاده حداکثری از هسته ترانسفورماتور، اندازه و وزن ترانسفورماتور را نیز به حداقل می‌رساند. خروجی مدار کلاسیک رویر موج‌های مربعی هستند. یک طرح مبدل دیگری نیز وجود دارد که اغلب به عنوان «رویر تشدیدی» توصیف می‌شود و باعث تولید امواج سینوسی می‌شود. ظاهراً این نخستین بار در سال ۱۹۵۹ توسط بکساندال شرح داده شد و بنابراین باید آن را «مبدل بکساندال» نامید. تفاوت‌های آن در زیر توضیح داده شده‌است. هر دو نسخه به‌طور گسترده به عنوان اینورترهای قدرت استفاده می‌شوند.

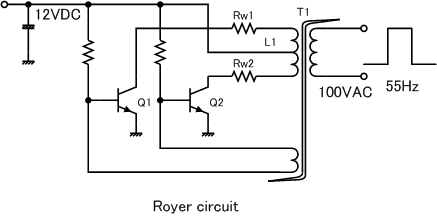
مدار نوسان‌ساز رویر

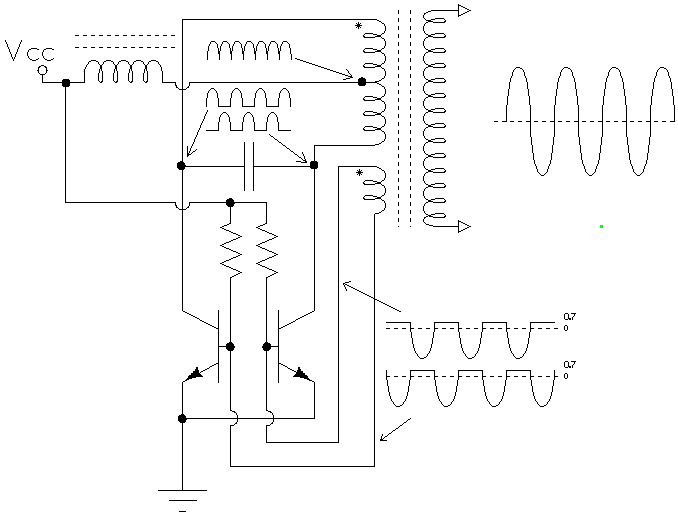
مبدل بکساندال (توجه داشته باشید به اضافه شدن خازن و سلف)

مبدل رویر و طراحی بکساندال تشدیدی سه تفاوت عمده وجود دارد، هرچند ادبیات آمیخته‌شده‌است. اولا، مدار موج سینوسی یک خازن را موازی با سر وسط ترانسفورماتور اولیه اضافه می‌کند، که یک مدار تشدیدگر ال‌سی (تانک) را تشکیل می‌دهد. ثانیاً، یک سلف به صورت سری با ولتاژ منبع تغذیه به سر وسط اولیه ترانسفورماتور متصل می‌شود. این اجزاء ماهیت مدار را کاملاً از طراحی رویر تغییر می‌دهند. سرانجام سومین تفاوت عمده در این است که ترانسفورماتور اشباع نمی‌شود یا نباید شود. کلیدزنی بین دو ترانزیستور به سادگی از طریق تغییر قطبیت تشدیدکردن اولیه در هر نیم‌چرخه انجام می‌شود.

## برای مطالعهٔ بیشتر
- Abraham Pressman; Keith Billings; Taylor Morey (2009). Switching Power Supply Design, 3rd Ed. McGraw Hill Professional. pp. 266–278. ISBN 978-0-07-159432-5. Has a detailed analysis of the FET version of the (classic) Royer oscillator.
- Johnson I. Agbinya, ed. (2012). Wireless Power Transfer. River Publishers. pp. 187–193. ISBN 978-87-92329-23-3. Contains an analytic derivation of the formulas for the resonant Royer circuit and a comparison with data measured from an actual circuit (using MOSFETs).
- Royer, G. H. (1955). "A switching transistor D-C to A-C converter having an output frequency proportional to the D-C input voltage". Transactions of the American Institute of Electrical Engineers, Part I: Communication and Electronics. 74 (3): 322. doi:10.1109/TCE.1955.6372293.. A 1955 paper by Royer on his circuit.
- George Henry (2000), "LX1686 Direct Drive CCFL Inverter Design". Microsemi Application Note AN-13. Contains a critique of the resonant Royer as used in CCFL applications (and proposes another inverter design).